# HD 4150
HD4150 — хімічно пекулярна зоря спектрального класу B9, що має видиму зоряну величину в
смузі V приблизно  4.4.
Вона знаходиться  у сузір'ї Фенікса  й розташована на відстані близько 240.4 світлових років від Сонця.

## Фізичні характеристики
Зоря HD4150 обертається досить швидко навколо своєї осі з Vsin(i)=124км/сек.